# Verdienstmedaille des Landes Rheinland-Pfalz

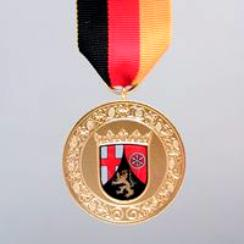

Die Verdienstmedaille des Landes Rheinland-Pfalz ist eine Auszeichnung des Landes Rheinland-Pfalz, gestiftet  am 13. Februar 1996 von Ministerpräsident Kurt Beck. Sie wird verliehen als Zeichen der Anerkennung und Würdigung besonderer ehrenamtlicher Verdienste um die Gesellschaft und die Mitmenschen, insbesondere in den Gebieten der gesellschaftlichen, sozialen, kulturellen, des sportlichen Lebens sowie im Umwelt- und Naturschutz.

## Aussehen und Trageweise
Die vergoldete Medaille wird von der Ministerpräsidentin oder dem Ministerpräsidenten verliehen. Auf ihrer Vorderseite zeigt sie das erhaben geprägte und farbig emaillierte Landeswappen von Rheinland-Pfalz, das von einem Weinlaubrand umschlossen wird. Die Rückseite ist glatt und zeigt die fünfzeilige Inschrift FÜR BESONDERE / EHRENAMTLICHE / VERDIENSTE / UM DIE GESELLSCHAFT / UND DIE MITMENSCHEN, die ebenfalls von einem Weinlaubrand umgeben ist. Getragen wird die Medaille an der linken oberen Brustseite an einem schwarz-rot-goldenen Band. Anstelle der Verdienstmedaille kann ein schwarz-rot-goldener Bandsteg getragen werden.